# Walerij Dymo
Walerij Wołodymirowycz Dymo (ukr. Валерій Володимирович Димо; ur. 9 września 1985 w Mikołajowie), ukraiński pływak, srebrny medalista Mistrzostw Europy, wicemistrz Mistrzostw Europy na krótkim basenie, mistrz Uniwersjady na dystansie 100 m stylem klasycznym.